# Maksimiljan Presnjakov
Maksimiljan Presnjakov, född 30 januari 1968 i Vladivostok, är en rysk konstnär. Han är utbildad vid konsthögskolan i Rjazan och vid Surikovinstitutet i Moskva. Båda hans föräldrar var professionella konstnärer. Rysk historia, folktro och mytologi är återkommande motiv i hans målningar. Han har illustrerat flera böcker om slavisk mytologi.